# DJ Shadow
DJ Shadow (Диджей Шэдоу, настоящее имя — Джошуа Пол «Джош» Дэвис (англ. Joshua Paul "Josh" Davis); 29 июня 1972 года, Сакраменто, Калифорния) — музыкант, тёрнтейблист.
Родоначальник жанра трип-хоп. Известен как музыкант, выпустивший первый полностью семплированный альбом (Endtroducing….. в 1996), в связи с чем попал в книгу рекордов Гиннесса. Также участник первого состава проекта UNKLE (1994—1998), наравне с её основателем Джеймсом Лавеллем и непосредственно автор дебютного альбома проекта Psyence Fiction.

## Начало карьеры и первые релизы
Однажды юный Джош услышал песню «The Message» от Grandmaster Flash & The Furious Five — и это стало его знакомством с музыкой хип-хоп. Вскоре, на Рождество, родители подарили Джошу четырёхканальный проигрыватель с функцией записи, с использования которого он стал экспериментировать с записью нескольких дорожек одновременно. В ходе своих попыток, он придумал способ использования этого проигрывателя в качестве первого диджейского оборудования. На него же он и записывал свои первые композиции.
Со временем DJ Shadow (хотя изначально он выступал без приставки «DJ») заметил, что бывшие диджеи (DJ Prince Paul, Dr. Dre, Bomb Squad и тд) перешли в разряд успешных продюсеров, и сам начал постепенное движение в этом же направлении. Он начал совмещать диджейскую деятельность с написанием треков для других артистов.
Первую популярность DJ Shadow приобрел после выхода дебютного сольного сингла «In/Flux», который некоторые критики охарактеризовали как трип-хоп, поскольку звучание трека было похожим на тогдашнюю лондонскую клубную сцену.
Окончательное решение о переходе от диджеинга к продакшену произошло при довольно курьезных обстоятельствах. В 1992 году DJ Shadow посетил финал конкурса диджеев DMC World DJ Championships, в котором выступал DJ QBert. Как говорил сам Джош, увидев, что вытворяет с вертушками Q, он впервые в своей жизни понял, что не сможет повторить увиденное, как бы он не старался и как долго бы не практиковался. А быть «вторым» после кого-то Джошу не хотелось и он окончательно переключился на написание музыки.

## Дискография

### Сольные альбомы
- 1996 — Endtroducing…..
- 1998 — Preemptive Strike
- 2002 — The Private Press
- 2003 — The Private Repress (Japanese Remix Album)
- 2004 — Live! In Tune and on Time
- 2005 — Endtroducing..... (2xCD Deluxe Edition)
- 2006 — The Outsider
- 2011 — The Less You Know The Better
- 2016 — The Mountain Will Fall
- 2019 — Our Pathetic Age
- 2023 — Action Adventure

### СQ-bert
- 1997 — Camel Bobsled Race (Q-Bert Mega Mix) CD-EP

### СU.N.K.L.E.
- 1994 — The Time Has Come
- 1998 — Psyence Fiction

### СCut Chemist
- 1999 — Brainfreeze
- 2001 — Product Placement
- 2004 — Product Placement on Tour
- 2008 — The Hard Sell Encore

### СDan The Automator
- 1998 — Bombay the Hard Way: Guns, Cars and Sitars

### Миксы
- 2000 — Schoolhouse Funk
- 2002 — What I Do In My Bedroom
- 2003 — What I Do In My Bedroom Vol. 3
- 2003 — Diminishing Returns
- 2005 — Schoolhouse Funk II
- 2005 — One Night in Bangkok (unofficial release)
- 2005 — Funky Skunk

### Альбомы с участием
- 1992 — Sleeping with the Enemy (by Paris)
- 1995 — The Story Of Mo Wax (various artists, Lost And Found and What Does Your Soul Look Like? (1 & 2) by Shadow)
- 1996 — Meiso (by DJ Krush, Shadow featured on Duality)
- 1996 — Dr. Octagonecologyst (by Dr. Octagon, Shadow featured on Waiting List (DJ Shadow / Automator Mix))
- 1999 — Quannum Spectrum (various artists, DJ Shadow on Divine Intervention and Storm Warning)
- 2000 — Solesides Greatest Bumps (various artists, Shadow contributes 3 tracks and produces 6 more)
- 2002 — The Ultimate Lessons (various artists bootleg, Shadow on Lesson 4, Live Lesson B, and Live Lesson C)
- 2004 — Damage (by Jon Spencer Blues Explosion produces the track Fed Up And Low Down).
- 2004 — Brothers from the Mother (by Zimbabwe Legit, DJ Shadow’s remix called Shadow’s Legitimate Mix)
- 2005 — Same Shit Different Day (by Lyrics Born, produces Over You)
- 2005 — Hell's Winter (by Cage, produces Grand Ol' Party Crash with Jello Biafra)
- 2005 — Beef or Chicken? (by Teriyaki Boyz produces the track Kamikaze 108).

## Клипы
- 2019 — Rocket Fuel

### Синглы
- 1991 — Lifer’s Group/DJ Shadow — The Real Deal (Shadow Remix)/Lesson 4 Promo 12" Only
- 1993 — Asia Born/DJ Shadow — Send Them/Count and Estimate (Dub)/Hip-Hop Reconstruction from the Ground Up 12"
- 1993 — In/Flux / Hindsight 12"
- 1994 — Lost & Found (S.F.L.) (Split 12" with DJ Krush — Kemuri)
- 1995 — What Does Your Soul Look Like
- 1996 — Fully Charged on Planet X / Hardcore (Instrumental) Hip-Hop (by Chief Xcel/DJ Shadow — Hardcore (Instrumental) Hip-Hop and Last Stop are Shadow tracks)
- 1996 — Midnight in a Perfect World
- 1996 — Stem CD/7"
- 1997 — High Noon CD/12"/7"
- 2000 — Dark Days (Music from Dark Days Documentary Soundtrack) CD/7"
- 2002 — You Can’t Go Home Again CD/12"
- 2002 — Six Days CD/DVD/12"
- 2003 — Mashin' on the Motorway / Walkie Talkie CD/DVD
- 2003 — March of Death (with Zack de la Rocha) mp3 only
- 2004 — Would You Buy A War From This Man? 7" Picture disk (Remix of Radiohead's The Gloaming)
- 2005 — Keane — We Might As Well Be Strangers (DJ Shadow vs. Keane Mix) 10"
- 2006 — 3 Freaks — DJ Shadow feat. Turf Talk & Keak da Sneak 12" Promo

### Live DVDs
- 2000 — Freeze VHS/DVD
- 2004 — Product Placement on Tour CD/DVD
- 2004 — In Tune and On Time CD/DVD